# Sätramarken
Sätramarken este o arie protejată (arie specială de conservare — SAC, sit de importanță comunitară — SCI) din Suedia întinsă pe o suprafață de 18,2 ha, integral pe uscat.

## Localizare
Centrul sitului Sätramarken este situat la coordonatele 58°41′48″N 16°05′08″E / 58.6968°N 16.0856°E.

## Înființare
Situl Sätramarken a fost declarat sit de importanță comunitară în iulie 2000 pentru a proteja un număr necunoscut de specii din flora spontană și fauna sălbatică aflate în arealul zonei. Situl a fost protejat și ca arie specială de conservare în martie 2011.

## Biodiversitate
Situată în ecoregiunea boreală, aria protejată conține 2 habitate naturale: Păduri caducifoliate bătrâne naturale hemiboreale fino-scandinave (Quercus, Tilia, Acer, Fraxinus sau Ulmus) bogate în specii epifite, Taiga vestică.
La baza desemnării sitului se află un număr nedeclarat de specii protejate.